# Frullania cobrensis
Frullania cobrensis là một loài Rêu trong họ Jubulaceae. Loài này được Gottsche ex Stephani mô tả khoa học đầu tiên năm 1894.